# Narodowy Bank Kazachstanu
Narodowy Bank Kazachstanu (kaz. Қазақстан Ұлттық Банкі, Kazakstan Ułttyk Banky) – kazachski bank centralny z siedzibą w Ałmaty.
Podstawowym celem działalności Narodowego Banku Kazachstanu (NBK) jest utrzymanie stabilnego poziomu cen. Bankowi przysługuje wyłączne prawo emitowania znaków pieniężnych Kazachstanu. Do zadań banku należy także: organizowanie rozliczeń pieniężnych, prowadzenie gospodarki rezerwami dewizowymi, prowadzenie działalności dewizowej, prowadzenie bankowej obsługi budżetu państwa i agencji rządowych, regulowanie płynności banków oraz ich refinansowanie, kształtowanie warunków niezbędnych dla rozwoju systemu bankowego, sprawowanie funkcji nadzoru bankowego, regulowanie działalności na rynku bankowym.
Bank odpowiada przed Prezydentem Republiki Kazachstanu. 

## Organizacja
Ustawowymi organami Banku są: Rada Zarządu i Rada Dyrektorów. Rada Dyrektorów składa się z 22 członków: Prezesa NBK, jego zastępców oraz dyrektorów wydziałów Banku. Od stycznia 2009 Prezesem Narodowego Banku Kazachstanu jest Grigorij Aleksandrowicz Marczenko. Rada Zarządu NBK składa się z dziewięciu członków.

### Skład Rady Zarządu Narodowego Banku Kazachstanu
Lista podana za informacjami na stronie internetowej NBK w dniu 11. grudnia 2011: 
- Grigorij Aleksandrowicz Marczenko – Prezes NBK
- Bakyt Turłychanuły Sułtanow  – asystent prezydenta Republiki Kazachstanu
- Bołat Bidachmetuły Żämyszew  – minister finansów
- Kajrat Nematuły Kelymbetow – minister rozwoju gospodarczego i handlu
- Danijar Tałgatuły Akyszew – zastępca Prezesa
- Äben Agybajuły Bektasow  – zastępca Prezesa
- Dina Tüleubekkyzy Galijewa – zastępca Prezesa
- Bisengali Szamgaliuły Täżyjakow – zastępca Prezesa
- Kuat Bäkyruły Kożachmetow – przewodniczący Komisji Kontroli i Nadzoru Rynku Finansowego i Organizacji Finansowych NBK

## Działalność

### Funkcje podstawowe
Bank emisyjny -  Narodowy Bank Kazachstanu (NBK) ma wyłączne prawo emitowania znaków pieniężnych będących prawnym środkiem płatniczym w Kazachstanu. 
Bank banków - Narodowy Bank Kazachstanu pełni w stosunku do banków funkcje regulacyjne, które mają na celu zapewnienie stabilności sektora bankowego. Organizuje system rozliczeń pieniężnych, prowadzi bieżące rozrachunki międzybankowe i aktywnie uczestniczy w międzybankowym rynku pieniężnym. NBK jest odpowiedzialny za stabilność i bezpieczeństwo całego systemu bankowego. Pełniąc funkcję banku banków, sprawuje kontrolę nad działalnością banków, a w szczególności nad przestrzeganiem przepisów prawa bankowego. 
Centralny bank państwa - Narodowy Bank Kazachstanu prowadzi obsługę bankową budżetu państwa, prowadzi rachunki bankowe rządu oraz realizuje ich zlecenia płatnicze. Do zadań banku należy także prowadzenie gospodarki rezerwami dewizowymi oraz prowadzenie działalności dewizowej. NBK doradza rządowi Republiki Kazachstanu w kwestiach finansowych. 
Nadzór finansowy - Narodowy Bank Kazachstanu odpowiada za nadzór sektora bankowego.

### Działalność dodatkowa
Działalność statystyczna - w ramach działalności statystycznej zbierane, przetwarzane i publikowane są m.in. dane dotyczące: bilansu płatniczego i międzynarodowej pozycji inwestycyjnej, bezpośrednich inwestycji zagranicznych.
Analizy i badania ekonomiczne - Narodowy Bank Kazachstanu sporządza kwartalne analizy inflacji.